# 日産・アルメーラ
アルメーラ（Almera）は、日産自動車が海外で製造・販売を行っている小型乗用車。日本ではこれまでパルサー（5代目・N15型）やブルーバードシルフィ（初代・G10型）、ラティオ（2代目・N17型）などの車名で販売されていた。

## 初代 N15型（1995年 - 2000年）
ヨーロッパで1995年発売。N15型パルサーの欧州仕様車であるが、車名が先代（N14型）の「サニー」から改称された。仕様は搭載エンジンを除いて日本向けのN15型パルサーとほぼ同一であった。
エンジンは、1.4リットルGA14DE型、1.6リットルGA16DE型ガソリンエンジン及び、2リットルCD20型ディーゼルエンジンが搭載された。さらに、1996年からは、2リットルSR20DE型エンジンを搭載したGTiが追加された。
GTiは3ドアのみのラインアップとなり、他のモデルには3/5ドアハッチバックおよび4ドアセダンが用意された。なお、イギリスではハッチバックモデルが、アイルランドなどではセダンモデルが主力となっていた。
また、パワーステアリングや運転席エアバッグ、ステレオが全車に標準装備され、装備は充実していた。
1996年5月、5ドアモデルにRV風装飾を施した「S-RV」を発売。
1998年、英国ラリー選手権 （BRC）と世界ラリー選手権（WRC）のF2クラスに、日産モータースポーツヨーロッパ（NME）から3ドアハッチバックのN15型アルメーラをベースにした「アルメーラ・キットカー」が試験的に参戦。 

エンジンはSR20DEをベースにチューニングされたもので、タイヤはヨコハマタイヤだった。
翌1999年には、ドライバーにF2クラスのライバルチームであるセアトからトニ・ガルデマイスターを迎える計画だったが、シーズン開幕前のテスト中に活動休止を発表。WRC関連の全プログラムが凍結され、NMEはラリー活動を縮小する。3月にはゴーン体制が成立して同年末から日産リバイバルプランが開始され、アルメーラキットカーによるワークス参戦が再開される事はなかった。
1998年にはマイナーチェンジが行われ、前後バンパーのデザインなどが変更された。
2000年、生産終了。

## 2代目 N16型（2000年 - 2006年）
ヨーロッパで2000年1月発売。オセアニアでは引き続き「パルサー」として販売された一方、日本では「ブルーバードシルフィ」（G10型）として投入された。
ラインアップは先代同様、3/5ドアハッチバックと4ドアセダンが用意された。プラットフォームは日産・MSプラットフォームを採用し、派生車として「アルメーラ・ティーノ」（日本名：ティーノ）も販売された。生産は英国日産自動車製造会社サンダーランド工場。
エンジンは、1.5リットルQG15DE型、1.8リットルQG18DE型ガソリンエンジンおよび、2.2リットルYD22DTi型 直噴ターボディーゼルエンジン、2.2リットルYD22DDTi型 コモンレールターボディーゼルエンジンが搭載された。また、一部のモデルにはルノー製の1.5リットルK9K型 コモンレールターボディーゼルエンジンが搭載された。
2003年、マイナーチェンジ。ブラックアウトされたプロジェクターヘッドライトの採用やフロントバンパーの変更など、外装の変更が行われたほか、サスペンションが改良され、ディーゼルエンジンが改良された。
2006年11月29日、生産終了。後継はティーダ。

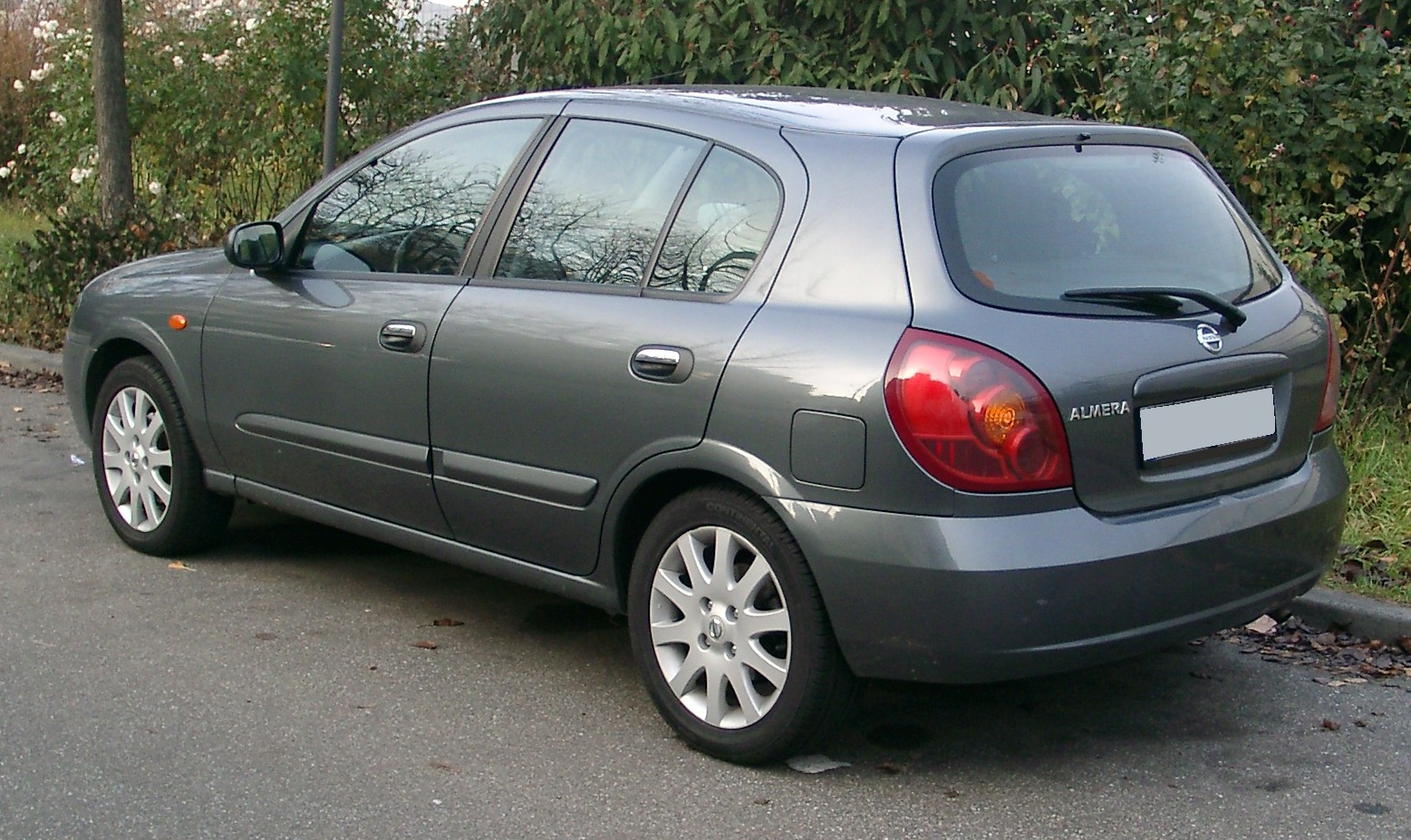
リア（後期型ハッチバック）
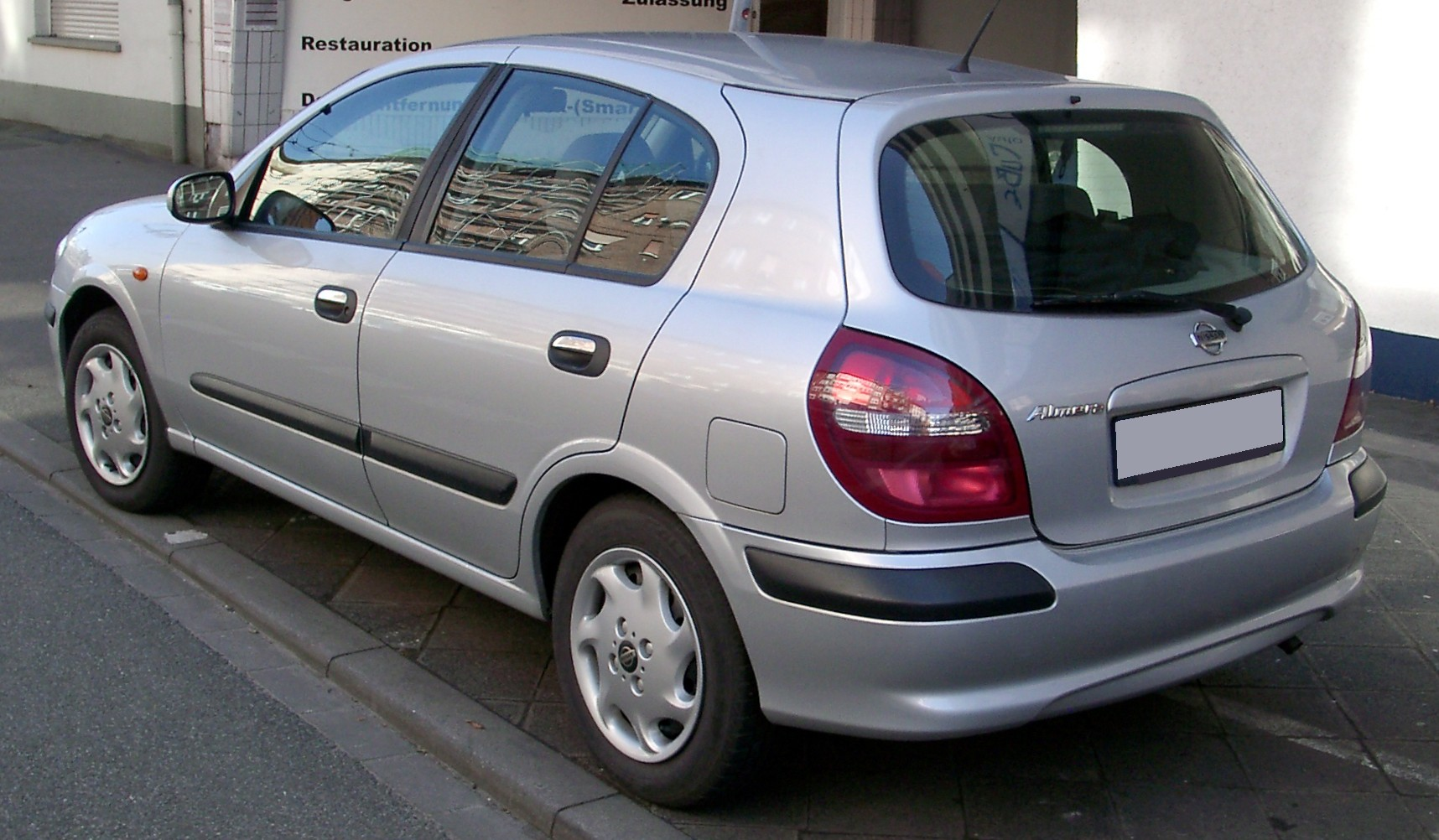
リア（前期型ハッチバック）
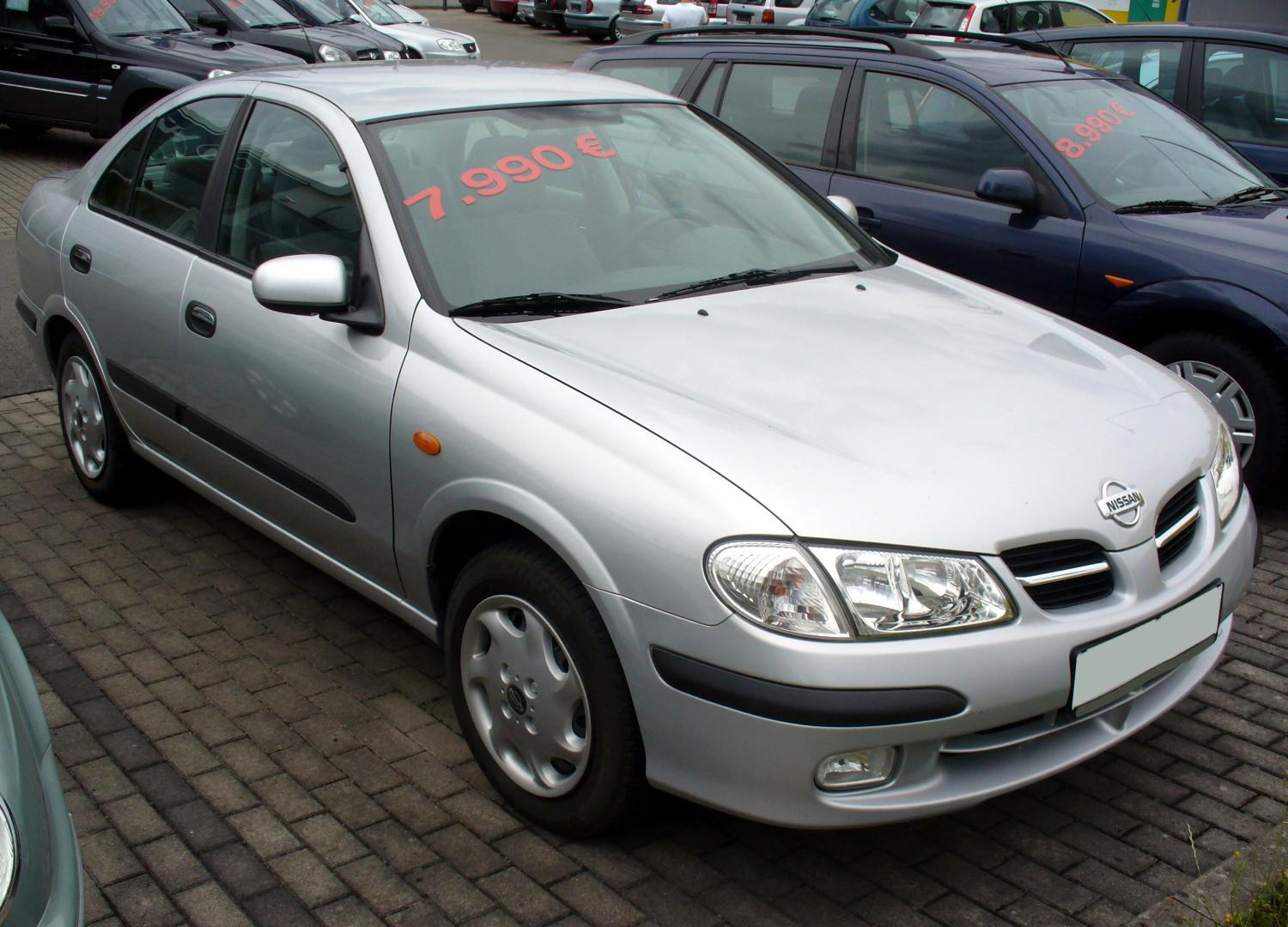
セダン（前期型）

### B10型（2006年 - 2010年）
2006年4月にロシアで、5月に中東諸国で、8月にラテンアメリカで順次販売が開始された。韓国のルノーサムスン自動車が製造しているルノーサムスン・SM3のバッジエンジニアリング車である。SM3は2002年に発表され、N16型アルメーラ/G10型ブルーバードシルフィをベースとしていたが、2005年に大幅なフェイスリフトが行われて差別化が図られた。
以上の経緯より、プラットフォームはN16型同様MSプラットフォームとなる。
エンジンは1.5リットルQG15DE型と1.6リットルQG16DE型が搭載され、4速オートマチックトランスミッションおよび5速マニュアルトランスミッションが組み合わせられる。
なお、パナマやエクアドルではN17型アルメーラ、中東諸国ではN17型サニーとして販売されている。
生産はルノーサムスン自動車釜山工場。

## 3代目 N17型（2011年 - ）
2011年10月7日、タイ王国にて発売開始。2012年5月15日にはオーストラリアでも発表され、同年8月24日から発売開始された。ティーダラティオの後継車種となる日産・Vプラットフォームベースのセダンであり、中国やインドではサニー、アメリカ大陸ではヴァーサ、日本国内においてはラティオとして販売されている（販売されていた）車種である。エンジンはオーストラリア仕様車とアフリカ仕様がHR15DE、タイ仕様車には小排気量にして3気筒のHR12DEが搭載される。トランスミッションは5速MTと、タイ仕様車にはエクストロニックCVT、オーストラリア仕様車には4速ATが用意される。

### 日本国内での販売
本モデルはタイ日産から日本へ輸出され、先述の通り「ラティオ」の名称で2012年10月に発売された。エンジンはタイ仕様のN17T型アルメーラと同じく、全車に直列3気筒のHR12DE型が搭載された。
2016年12月末をもって輸入販売を終了した。

### B11型

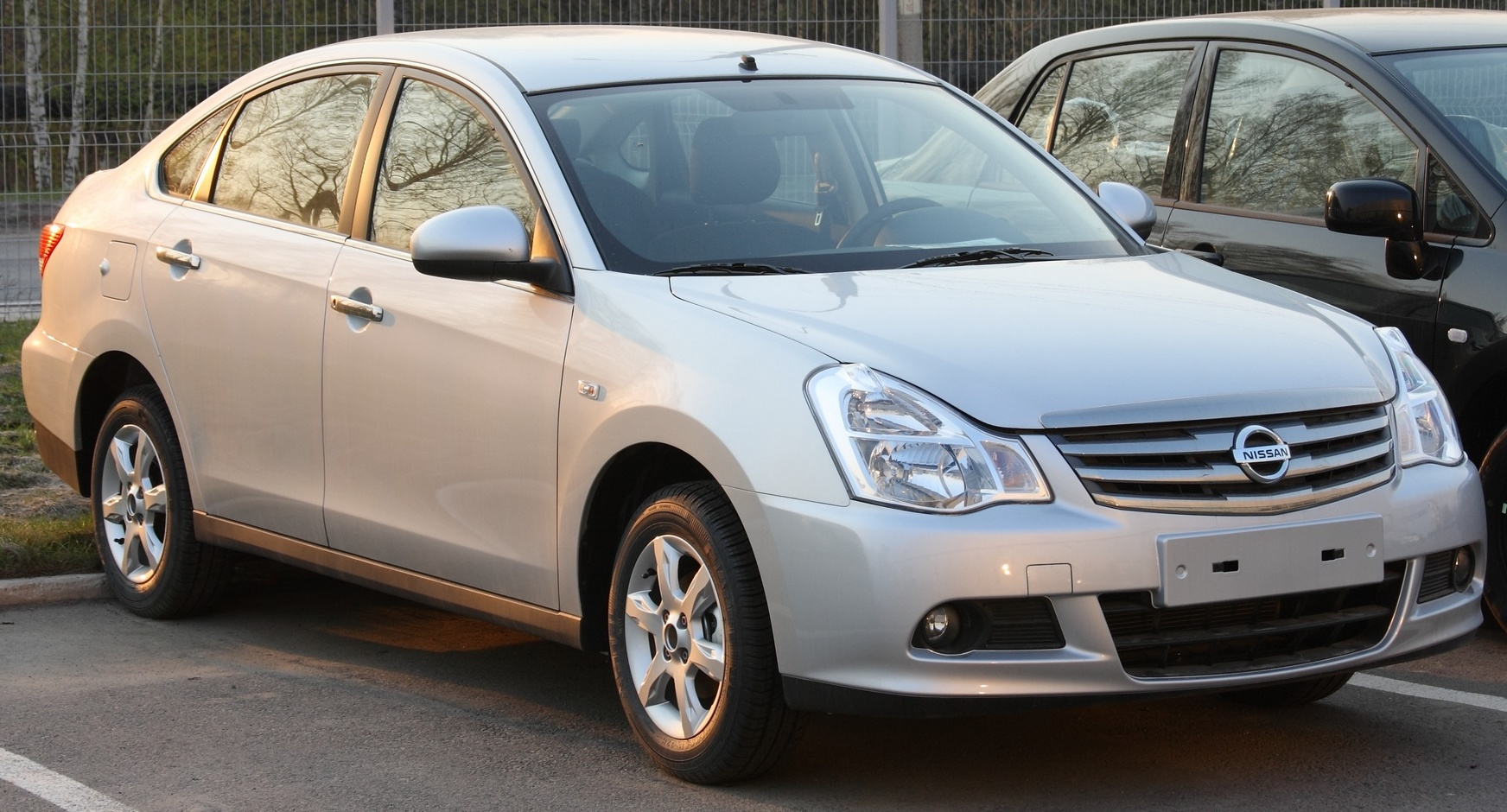
B11型アルメーラ（ロシア仕様車）

2012年8月29日、モスクワ国際モーターショーにてロシア向けアルメーラが発表された。同モデルはG11型シルフィをベースに開発されており、Dセグメントの室内空間をBセグメントの価格で提供することをセールスポイントとしている。外観は中国仕様シルフィクラシックに概ね準ずるが、内装は欧州仕様ダチア・ロガンの部品を流用した専用のダッシュボードが与えられたうえ極東地域向けとして各部に大幅な補強が加えられ（剛性確保の問題からアームレストスルー機構が削除される代わりに欧州の安全基準対応のため中央席ヘッドレスト及び3点式シートベルトが新設）、走破性向上のため最低地上高がいくらか上げられるなど内容はベース車と似て非なる。エンジンは最高出力102PS (75kW)、最大トルク145Nmを発揮する1.6リットル16バルブエンジンが搭載される。トランスミッションは5速MTまたは4速ATとなる。
ロシア向けアルメーラはラインが新設されたアフトヴァースのトリヤッチ工場にて製造が行われ、2013年初頭から発売を開始する。

## 4代目 N18型（2019年 - ）
2019年4月12日、アメリカフロリダ州「Rock the Ocean's Tortuga Music Festival」において4代目アルメーラがニューヨーク国際自動車ショーで公開される1週間前に発表された。Vプラットフォームを継続して採用している。北米では2019年9月より3代目ヴァーサ（この代よりハッチバックが廃止され、セダンのみの販売となる）として販売を開始した。新開発の1.6リットル直列4気筒エンジンにエクストロニックCVTまたは5速MTが組み合わされる。
2019年11月14日、タイにて販売開始。アジア・オセアニア地域において当代モデルの販売は初めてとなる。1.0リットルターボエンジンを搭載し、5グレードを展開する。
2022年10月10日、アメリカにて2023年モデルとなるヴァーサを発表。新しい日産ロゴとVモーショングリルを採用した一方、パワートレインはキャリーオーバーされた。

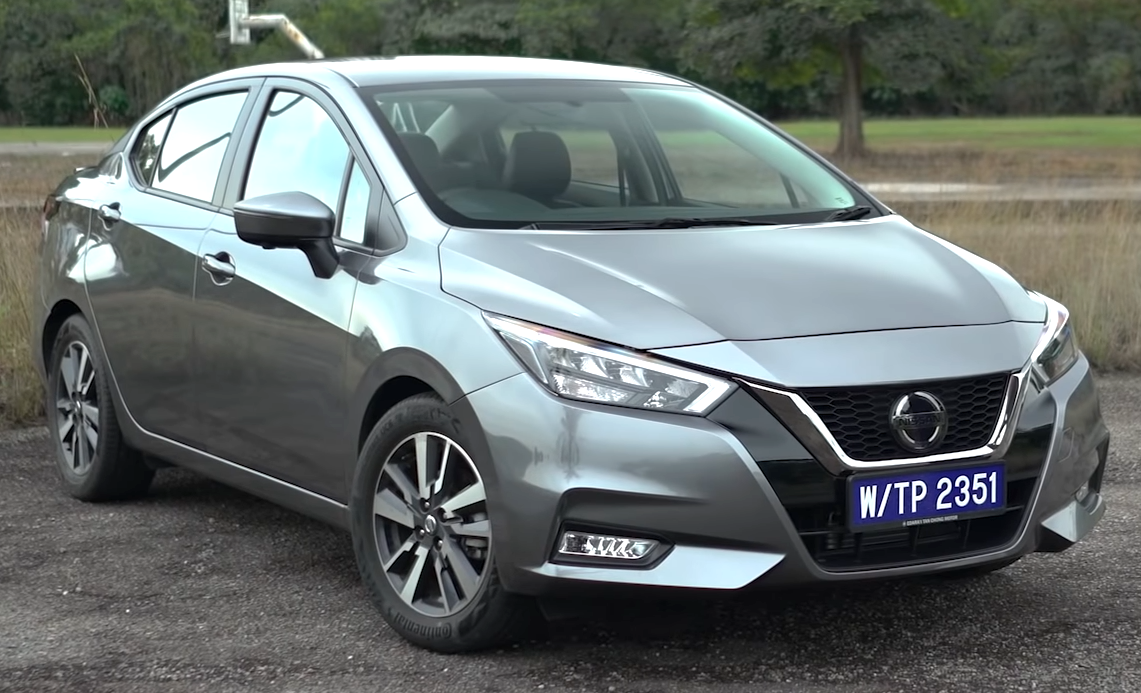
アルメーラ（マレーシア仕様）
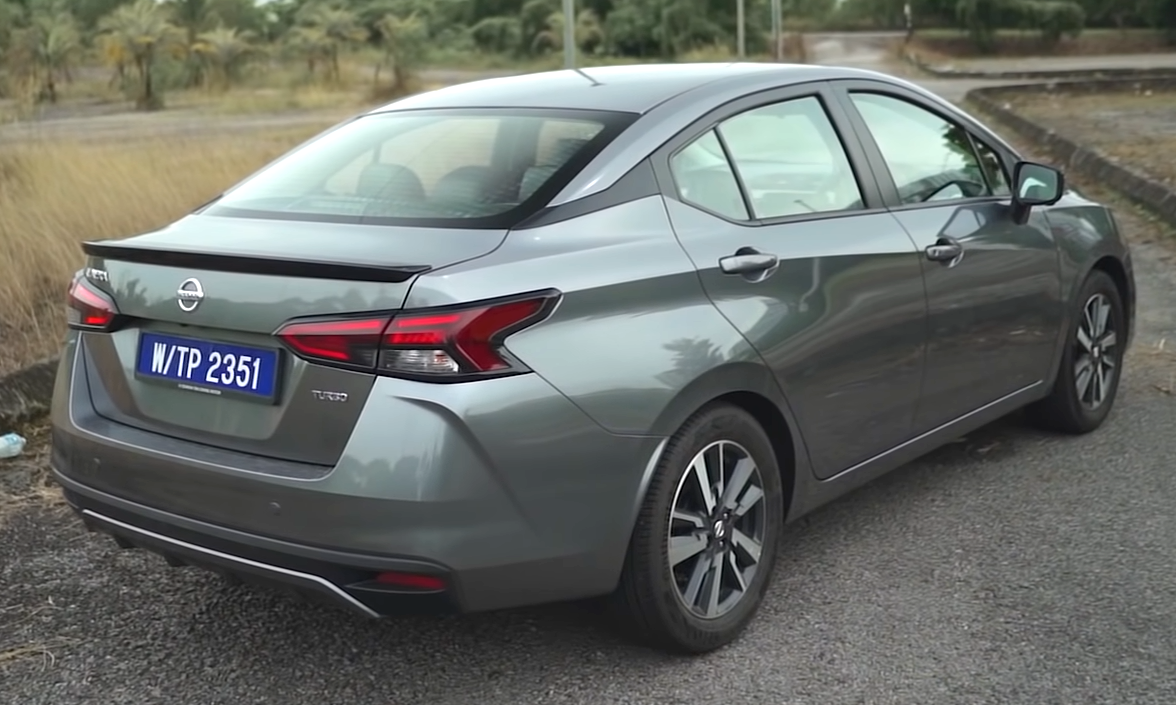
アルメーラ（マレーシア仕様）